# ワルナスビ

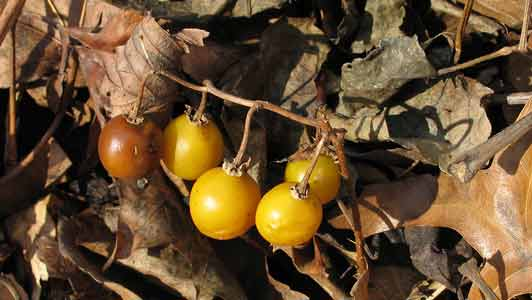
ワルナスビの果実

ワルナスビ（悪茄子、学名: Solanum carolinense ）はナス科の多年草。日本も含め世界的に帰化している外来種である。

## 名前
和名は、後述するようなたちが悪い生態により付けられた。別名で、ノハラナスビ、オニナスビなどの名もある。
英語でも「Apple of Sodom（ソドムのリンゴ）」、「Devil's tomato（悪魔のトマト）」などの悪名で呼ばれている。花言葉は「悪戯」である。

## 分布
アメリカ合衆国南東部（カロライナ周辺）の原産。ヨーロッパ、アジア、オセアニアに移入分布する。
日本では関東地方で広い範囲にわたって害草化し、他の地方でも局部的に広がりつつある。

## 特徴
多年生の草本。地下に長い根茎を伸ばす。茎は高さ40 - 70センチメートル (cm) になり、節ごとにくの字形に曲がる。茎や葉には鋭いとげが多い。葉は両面ともビロード状の星状毛を密生して中央脈にトゲがある。
花期は夏から秋。茎の節間部に花枝がつき、数個から10個ほどの花をつける。花は白色または淡青色で同科のナスやジャガイモに似ている。萼片は尖って、背面にまばらに毛がある。花冠は先が5裂して星形から五角形となり、径2.5 cm前後。葯は黄色で花糸よりも長い。
果実は径1.5 cmの球形で、基部に萼が残存し、黄橙色に熟しプチトマトに似るが、全草がソラニンを含み有毒であるため食用にはできず、家畜が食べると場合によっては中毒死することがある。また、美味しそうに見える果実でもあるため、子供などがトマトなどと勘違いして口にしてしまう危険性も高い。厄介な雑草である。

## 外来種問題
日本では1906年（明治39年）に千葉県成田市の御料牧場で牧野富太郎により発見及び命名され、以降は北海道から沖縄まで全国に広がっている。牧野は三里塚で採ったものを自宅に植えたら、根茎で殖えてなかなか絶えず、ワルナスビと呼んでいたことを記している。1980年代頃から有害雑草として認識されるようになった。鋭い刺や毒を有するため、家畜に被害を与え、作物の品質を低下させる。
種子が家畜の糞などに混じって広がり、垂直および水平に広がる地下茎を張ってよく繁茂する。耕耘機などですきこむと、切れた地下茎のひとつひとつから芽が出てかえって増殖する。抜き取っても枯死させずに放置すると、雨水などで再生することがある。除草剤も効きにくいため、一度生えると完全に駆除するのは難しい。特にナス科であるため、畑に生えるとナス、トマト、ジャガイモなど同科の作物に2年の連作障害を与える。また、直接畑などに生えなくとも、付近の土地に生えただけで、ナス科作物の害虫であるニジュウヤホシテントウの温床ともなり、付近の作物に媒介する恐れのある厄介な害草である。
ホオズキカメムシは、ワルナスビを選り好んで食し、近くに生えている同じナス科作物（ピーマン、トウガラシ等）に、ほとんど寄り付かなかったという観察事例がある。
ホオズキカメムシがハレム化しているワルナスビを見つけたときは、まず、成虫・幼虫を完全に駆除してからワルナスビを抜き取り、焼却処分にするなどの措置が必要である。安易にワルナスビだけ処分すると、成虫・幼虫・卵を周辺に拡散することになる。
外来生物法により要注意外来生物に指定されている。